# Vasyl Cuško
Vasyl Petrovyč Cuško (ukrajinsky Василь Петрович Цушко; * 1. února 1963 Oděská oblast) je ukrajinský politik moldavsko-ukrajinského původu. V roce 2010 působil jako ministr hospodářství Ukrajiny ve vládě Mykoly Azarova a předtím v letech 2006–2007 jako ministr vnitra ve druhé vládě Viktora Janukovyče.
V letech 2010–2011 stál v čele Socialistické strany Ukrajiny.